# Œuf de glace
Les œufs de glace, ou boules de glace, sont un phénomène rare causé par un processus dans lequel de petits morceaux de glace de mer en eau libre sont roulés par le vent et les courants sur une plage et se transforment en boules plus importantes qui peuvent s'accumuler en tas.

## Processus
Ce phénomène se produit sous des conditions bien précises, surtout à l'automne, quand la température de l'air est légèrement sous 0 °C et que celle d'une étendue d’eau libre de glace est près du point de congélation. De la glace commence à se former en surface sur l’eau et elle est transportée par les vagues et le vent vers une plage légèrement pentue. La présence d’un noyau de congélation, comme le sable, sert à accumuler des couches successives de glace pour former ces boules lors du va-et-vient des vagues et des chocs entre les morceaux de glace. Après suffisamment de temps, les boules gelées peuvent devenir de la taille d'un galet ou plus.

## Fréquence
Ce phénomène peut se produire n'importe où les conditions sont remplies. Un spécialiste des glaces de l'Institut météorologique finlandais a mentionné que les œufs/boules de glace sont rares mais pas sans précédent et se produisent environ une fois par an sur la côte finlandaise.

## Exemples extrêmes
En 2016, des boules géantes se sont échouées sur une plage de Sibérie, certaines mesurant un mètre de diamètre.  Sur les Grands Lacs américains,  des boules de glace pesant jusqu'à 75 livres (34 kg) ont été rapportés.